# Station Kąkolewo
Station Kąkolewo is een spoorwegstation in de Poolse plaats Kąkolewo.